# Суданский фунт
Суданский фунт — денежная единица Судана (в 1957—1992 годах и с 9 января 2007 года) и, временно, Южного Судана. Вместе с египетским фунтом является также официальной денежной единицей Халаибского треугольника.
Международное обозначение: SDG.

## История
Суданский фунт был введён в апреле 1957 года вместо египетского фунта (1 суданский фунт = 1 египетский фунт). 8 июня 1992 года суданский фунт был заменён на суданский динар (1 динар = 10 фунтов). 9 января 2007 года вместо динара вновь введён суданский фунт (фунт = 100 динаров).
В денежном обращении находятся банкноты номиналом 2, 5, 10, 20, 50, 100, 200, 500, 1000 фунтов. Надписи на монетах на арабском языке, на банкнотах — на арабском и английском.
Вслед за провозглашением независимости Южного Судана, временно использующего суданский фунт, власти Судана приняли решение начать переход на новую валюту в июле 2011 года, причём изъятие из обращения старых банкнот займет от двух до трёх месяцев.
Правительство Судана также объявило о планах по изменению национальной валюты. Они коснутся лишь дизайна банкнот.

## Банкноты

### Первый фунт
В апреле 1957 года Валютный совет Судана представил банкноты номиналом 25 и 50 пиастров, 1, 5 и 10 фунтов. Выпуск банкнот был передан в ведение Банка Судана в 1961 году. Банкноты достоинством 20 фунтов были введены в 1981 году, за ними последовали номиналы 50 фунтов в 1984 году и 100 фунтов в 1988 году.
| Первый фунт (выпуска 1956—1968 годов) | Первый фунт (выпуска 1956—1968 годов) | Первый фунт (выпуска 1956—1968 годов) | Первый фунт (выпуска 1956—1968 годов) | Первый фунт (выпуска 1956—1968 годов) | Первый фунт (выпуска 1956—1968 годов) | Первый фунт (выпуска 1956—1968 годов) | Первый фунт (выпуска 1956—1968 годов) | Первый фунт (выпуска 1956—1968 годов) |
| Изображение                           | Изображение                           | Номинал                               | Размеры (мм)                          | Основные цвета                        | Описание                              | Описание                              | Дата выпуска                          |                                       |
| Лицевая сторона                       | Оборотная сторона                     | Номинал                               | Размеры (мм)                          | Основные цвета                        | Лицевая сторона                       | Оборотная сторона                     | Дата выпуска                          |                                       |
| ------------------------------------- | ------------------------------------- | ------------------------------------- | ------------------------------------- | ------------------------------------- | ------------------------------------- | ------------------------------------- | ------------------------------------- | ------------------------------------- |
|                                       |                                       | 25 пиастров                           | 120×65                                | красный                               | Солдаты                               | Почтальон на верблюде                 | 1956 1967                             |                                       |
|                                       |                                       | 50 пиастров                           | 125×70                                | зелёный                               | Слоны                                 | Почтальон на верблюде                 | 1956 1964                             |                                       |
|                                       |                                       | 1 фунт                                | 140×75                                | синий                                 | Плотина ГЭС Джебель-Аулия             | Почтальон на верблюде                 | 1956 1961                             |                                       |
|                                       |                                       | 5 фунтов                              | 150×85                                | коричневый                            | Парусная лодка                        | Почтальон на верблюде                 | 1956 1962                             |                                       |
|                                       |                                       | 10 фунтов                             | 170×90                                | фиолетовый                            | Старое здание Банка Судана            | Почтальон на верблюде                 | 1956 1964                             |                                       |

| Первый фунт (выпуска 1970—1980 годов) | Первый фунт (выпуска 1970—1980 годов) | Первый фунт (выпуска 1970—1980 годов) | Первый фунт (выпуска 1970—1980 годов) | Первый фунт (выпуска 1970—1980 годов) | Первый фунт (выпуска 1970—1980 годов) | Первый фунт (выпуска 1970—1980 годов) | Первый фунт (выпуска 1970—1980 годов) | Первый фунт (выпуска 1970—1980 годов) |
| Изображение                           | Изображение                           | Номинал                               | Размеры (мм)                          | Основные цвета                        | Описание                              | Описание                              | Дата выпуска                          |                                       |
| Лицевая сторона                       | Оборотная сторона                     | Номинал                               | Размеры (мм)                          | Основные цвета                        | Лицевая сторона                       | Оборотная сторона                     | Дата выпуска                          |                                       |
| ------------------------------------- | ------------------------------------- | ------------------------------------- | ------------------------------------- | ------------------------------------- | ------------------------------------- | ------------------------------------- | ------------------------------------- | ------------------------------------- |
|                                       |                                       | 25 пиастров                           | 120×60                                | красный                               | Здание Банка Судана                   | Прядильная фабрика                    | 1971                                  |                                       |
|                                       |                                       | 50 пиастров                           | 128×64                                | зелёный                               | Здание Банка Судана                   | Университет Хартума                   | 1970                                  |                                       |
|                                       |                                       | 1 фунт                                | 138×68                                | синий                                 | Здание Банка Судана                   | Храм Нага                             | 1970                                  |                                       |
|                                       |                                       | 5 фунтов                              | 145×72                                | коричневый                            | Здание Банка Судана                   | Дикая природа                         | 1973                                  |                                       |
|                                       |                                       | 10 фунтов                             | 153×76                                | фиолетовый                            | Здание Банка Судана                   | Порт-Судан                            | 1971                                  |                                       |

| Первый фунт (выпуска 1981—1984 годов) | Первый фунт (выпуска 1981—1984 годов) | Первый фунт (выпуска 1981—1984 годов) | Первый фунт (выпуска 1981—1984 годов) | Первый фунт (выпуска 1981—1984 годов) | Первый фунт (выпуска 1981—1984 годов) | Первый фунт (выпуска 1981—1984 годов) | Первый фунт (выпуска 1981—1984 годов) | Первый фунт (выпуска 1981—1984 годов) |
| Изображение                           | Изображение                           | Номинал                               | Размеры (мм)                          | Основные цвета                        | Описание                              | Описание                              | Дата выпуска                          |                                       |
| Лицевая сторона                       | Оборотная сторона                     | Номинал                               | Размеры (мм)                          | Основные цвета                        | Лицевая сторона                       | Оборотная сторона                     | Дата выпуска                          |                                       |
| ------------------------------------- | ------------------------------------- | ------------------------------------- | ------------------------------------- | ------------------------------------- | ------------------------------------- | ------------------------------------- | ------------------------------------- | ------------------------------------- |
|                                       |                                       | 25 пиастров                           | 120×60                                | коричневый                            | Президент Джафар Мухаммад ан-Нумейри  | Мост в Кости                          | 1981                                  |                                       |
|                                       |                                       | 25 пиастров                           | 120×60                                | красный                               | Президент Джафар Мухаммад ан-Нумейри  | Мост в Кости                          | 1983                                  |                                       |
|                                       |                                       | 50 пиастров                           | 128×64                                | бордовый                              | Президент Джафар Мухаммад ан-Нумейри  | Здание Банка Судана                   | 1981 1983                             |                                       |
|                                       |                                       | 1 фунт                                | 138×68                                | синий                                 | Президент Джафар Мухаммад ан-Нумейри  | Здание Народного собрания в Хартуме   | 1981 1983                             |                                       |
|                                       |                                       | 5 фунтов                              | 145×72                                | салатовый                             | Президент Джафар Мухаммад ан-Нумейри  | Мечеть Исламского центра в Хартуме    | 1981 1983                             |                                       |
|                                       |                                       | 10 фунтов                             | 153×76                                | бирюзовый                             | Президент Джафар Мухаммад ан-Нумейри  | Сахарный завод                        | 1981                                  |                                       |
|                                       |                                       | 10 фунтов                             | 153×76                                | фиолетовый                            | Президент Джафар Мухаммад ан-Нумейри  | Сахарный завод                        | 1983                                  |                                       |
|                                       |                                       | 20 фунтов                             | 160×80                                | зелёный                               | Президент Джафар Мухаммад ан-Нумейри  | Народный дворец в Хартуме             | 1981 1983                             |                                       |
|                                       |                                       | 50 фунтов                             | 160×80                                | зелёный                               | Президент Джафар Мухаммад ан-Нумейри  | Нефтяной танкер                       | 1984                                  |                                       |

| Первый фунт (выпуска 1985—1992 годов) | Первый фунт (выпуска 1985—1992 годов) | Первый фунт (выпуска 1985—1992 годов) | Первый фунт (выпуска 1985—1992 годов) | Первый фунт (выпуска 1985—1992 годов) | Первый фунт (выпуска 1985—1992 годов) | Первый фунт (выпуска 1985—1992 годов) | Первый фунт (выпуска 1985—1992 годов) |
| Изображение                           | Изображение                           | Номинал                               | Размеры (мм)                          | Основные цвета                        | Описание                              | Описание                              | Дата выпуска                          |
| Лицевая сторона                       | Оборотная сторона                     | Номинал                               | Размеры (мм)                          | Основные цвета                        | Лицевая сторона                       | Оборотная сторона                     | Дата выпуска                          |
| ------------------------------------- | ------------------------------------- | ------------------------------------- | ------------------------------------- | ------------------------------------- | ------------------------------------- | ------------------------------------- | ------------------------------------- |
|                                       |                                       | 25 пиастров                           | 120×60                                | фиолетовый                            | Верблюды                              | Здание Банка Судана                   | 1985 1987                             |
|                                       |                                       | 50 пиастров                           | 128×64                                | красный                               | Струнный инструмент и барабан         | Здание Банка Судана                   | 1985 1987                             |
|                                       |                                       | 1 фунт                                | 138×68                                | зелёный                               | Хлопок                                | Здание Банка Судана                   | 1985 1987                             |
|                                       |                                       | 5 фунтов                              | 145×72                                | оливковый                             | Крупный рогатый скот                  | Здание Банка Судана                   | 1985 1987                             |
|                                       |                                       | 5 фунтов                              | 145×72                                | оранжевый                             | Крупный рогатый скот                  | Здание Банка Судана                   | 1991                                  |
|                                       |                                       | 10 фунтов                             | 153×76                                | коричневый                            | Городские ворота                      | Здание Банка Судана                   | 1985 1987 1991                        |
|                                       |                                       | 20 фунтов                             | 160×80                                | салатовый                             | Парусная лодка                        | Здание Банка Судана                   | 1985 1987                             |
|                                       |                                       | 20 фунтов                             | 160×80                                | зелёный                               | Парусная лодка                        | Здание Банка Судана                   | 1991                                  |
|                                       |                                       | 50 фунтов                             | 160×80                                | оранжево-коричневый                   | Национальный музей в Хартуме          | Здание Банка Судана                   | 1985 1987                             |
|                                       |                                       | 100 фунтов                            | 160×80                                | розово-оливковый                      | Университет в Хартуме                 | Здание Банка Судана                   | 1988                                  |
|                                       |                                       | 100 фунтов                            | 160×80                                | розово-синий                          | Университет в Хартуме                 | Здание Банка Судана                   | 1991                                  |
|                                       |                                       | 100 фунтов                            | 160×80                                | бирюзово-синий                        | Университет в Хартуме                 | Здание Банка Судана                   | 1991 1992                             |

### Второй фунт
После повторного введения в обращение 10 января 2007 года суданского фунта, он заменил суданский динар по курсу 1:100. Эта новая валюта была введена в действие Всеобъемлющим мирным соглашением 2005 года, подписанным между правительством Судана и Народно-освободительным движением Судана, чтобы положить конец 21-летней гражданской войне в стране. Заместитель губернатора Бадр-Эддин Махмуд сказал, что стоимость печати новой валюты составила 156 миллионов долларов США. Были выпущены банкноты достоинством 1, 2, 5, 10, 20 и 50 фунтов. Банкнота в 1 фунт была заменена монетой в конце ноября 2011 года.
| Второй фунт (выпуска 2006 года) | Второй фунт (выпуска 2006 года) | Второй фунт (выпуска 2006 года) | Второй фунт (выпуска 2006 года) | Второй фунт (выпуска 2006 года) | Второй фунт (выпуска 2006 года) | Второй фунт (выпуска 2006 года)     | Второй фунт (выпуска 2006 года) |
| Изображение                     | Изображение                     | Номинал (фунтов)                | Размеры (мм)                    | Основные цвета                  | Описание                        | Описание                            | Дата выпуска                    |
| Лицевая сторона                 | Оборотная сторона               | Номинал (фунтов)                | Размеры (мм)                    | Основные цвета                  | Лицевая сторона                 | Оборотная сторона                   | Дата выпуска                    |
| ------------------------------- | ------------------------------- | ------------------------------- | ------------------------------- | ------------------------------- | ------------------------------- | ----------------------------------- | ------------------------------- |
|                                 |                                 | 1                               | 139×64                          | жёлтый коричневый               | Здание Банка, голубь            | Летящие голуби                      | 9 июля 2006                     |
|                                 |                                 | 2                               | 144×64                          | синий фиолетовый                | Национальная посуда             | Музыкальные инструменты, ноты       | 9 июля 2006                     |
|                                 |                                 | 5                               | 150×69                          | розовый фиолетовый              | Здания, спутник                 | Дамба, линия электропередачи        | 9 июля 2006                     |
|                                 |                                 | 10                              | 155×69                          | фиолетовый коричневый           | Верблюд, дерево, буйвол         | Президентский дворец в Хартуме      | 9 июля 2006                     |
|                                 |                                 | 20                              | 160×74                          | красный коричневый              | Нефтяная платформа              | Промышленные здания, овощи и фрукты | 9 июля 2006                     |
|                                 |                                 | 50                              | 165×74                          | жёлтый зелёный                  | Стадо диких животных            | Стадо верблюдов, животные           | 9 июля 2006                     |

### Третий фунт
Банкноты третьего фунта похожи по стилю на банкноты второго фунта, но с изменениями в цветовой гамме, удалением определенных символов, связанных с югом, и перерисованной картой страны после отделения юга.
1 января 2019 года Центральный банк Судана объявил, что банкноты в суданских фунтах достоинством 100, 200 и 500 фунтов будут выпущены в этом месяце, поскольку страна сталкивается с серьёзным экономическим кризисом и нехваткой наличности.
28 января 2019 года Центральный банк Судана представил новую банкноту в 100 фунтов, 5 февраля 2019 года — 200 фунтов.
Новая банкнота в 500 фунтов была выпущена в марте 2019 года, а банкнота в 1000 фунтов — 7 июня 2019 года.
Из-за негативных последствий продолжающейся войны в стране и распространения большого количества валют неизвестного происхождения Центральный банк Судана в июне 2024 года представил новую банкноту в 1000 фунтов, а 8 декабря 2024 года объявил об  изъятии из обращения банкнот в 500 и 1000 фунтов старого образца и об обмене их посредством внесения на банковские счета в период с 10 декабря 2024 года по 6 января 2025 год.
| Третий фунт (выпуска 2011 года) | Третий фунт (выпуска 2011 года) | Третий фунт (выпуска 2011 года) | Третий фунт (выпуска 2011 года) | Третий фунт (выпуска 2011 года) | Третий фунт (выпуска 2011 года)                                                       | Третий фунт (выпуска 2011 года)     | Третий фунт (выпуска 2011 года) | Третий фунт (выпуска 2011 года) |
| Изображение                     | Изображение                     | Номинал (фунтов)                | Размеры (мм)                    | Основные цвета                  | Описание                                                                              | Описание                            | Дата выпуска                    | Годы печати                     |
| Лицевая сторона                 | Оборотная сторона               | Номинал (фунтов)                | Размеры (мм)                    | Основные цвета                  | Лицевая сторона                                                                       | Оборотная сторона                   | Дата выпуска                    | Годы печати                     |
| ------------------------------- | ------------------------------- | ------------------------------- | ------------------------------- | ------------------------------- | ------------------------------------------------------------------------------------- | ----------------------------------- | ------------------------------- | ------------------------------- |
|                                 |                                 | 2                               | 144×64                          | жёлтый бордовый                 | Национальная посуда                                                                   | Музыкальные инструменты, ноты       | июнь 2011                       | 2011 2015 2017                  |
|                                 |                                 | 5                               | 150×69                          | бирюзовый фиолетовый            | Здания, спутник                                                                       | Дамба, линия электропередачи        | июнь 2011                       | 2011 2015 2017                  |
|                                 |                                 | 10                              | 155×69                          | зелёный                         | Верблюд, дерево, буйвол                                                               | Президентский дворец в Хартуме      | июнь 2011                       | 2011 2015 2017                  |
|                                 |                                 | 20                              | 160×74                          | коричневый                      | Нефтяная платформа                                                                    | Промышленные здания, овощи и фрукты | июнь 2011                       | 2011 2015 2017                  |
|                                 |                                 | 50                              | 165×74                          | коричневый зелёный              | Стадо диких животных                                                                  | Стадо верблюдов, животные           | июнь 2011                       | 2011 2015 2017                  |
|                                 |                                 | 50                              | 165×74                          | розовый синий                   | Здание Банка Судана, золотые слитки                                                   | Верблюды, рыбаки                    | апрель 2018                     | 2018                            |
|                                 |                                 | 100                             | 148×66                          | оливковый                       | Пирамиды Мероэ                                                                        | Гидроэлектростанция                 | январь 2019                     | 2019 2021 2022                  |
|                                 |                                 | 200                             | 163×72                          | салатовый                       | Дикая природа                                                                         | Подводная фауна Красного моря       | февраль 2019                    | 2019                            |
|                                 |                                 | 200                             | 153×70                          | жёлтый                          | Современные здания, хижины                                                            | Люди с доской                       | август 2019                     | 2019 2021                       |
|                                 |                                 | 500                             | 157×74                          | фиолетовый розовый              | Спутниковые антенны, башня Национальной телекоммуникационной корпорации (NTC), Хартум | Очистительный завод                 | март 2019                       | 2019 2021 2022                  |
|                                 |                                 | 1000                            | 160×74                          | синий зелёный                   | Сорго, элеваторы                                                                      | Сорго, водопад, фермеры             | июнь 2019                       | 2019 2022 2023                  |
|                                 |                                 | 1000                            | 158×70                          | желтый оливковый                | Вид на Порт-Судан с зерновым силосом, кораблем и маяком                               | Здание Центробанка Судана           | июнь 2024                       | 2024                            |